# Марчинський Антон Йосипович
Анто́н Йо́сипович Марчи́нський (нар. 19 січня 1982, Запоріжжя) — український та польський філософ, перекладач, публіцист. Доктор філософії, керівник Української служби Польського радіо (див. Polskie Radio dla Zagranicy) та Польського радіо для України (2022-2024), член правління Фонду задля мислення ім. Барбари Скарґи (Варшава), лауреат «Літературного конкурсу видавництва «Смолоскип»» (2006). 

## Біографія
Народився у Запоріжжі, зростав у Сімферополі. Син скульптора Йосипа Марчинського та живописиці Наталії Марчинської, внучатий племінник скульптора Йосипа Садовського. Вивчав філософію у магістратурі Таврійського національного університету імені В. І. Вернадського (Сімферополь), а також у докторантурі в Інституті філософії та соціології Польської академії наук (Варшава), де у 2012 році захистив докторську дисертацію про тіло як мовний феномен. Член правління Фонду задля мислення ім. Барбари Скарґи.
З 2007 року працює в Українській службі Польського радіо. Після початку повномасштабного вторгнення Росії в Україну як керівник Української служби Польського радіо також у березні 2022 року очолив створення і до вересня 2024 керував Польським радіо для України.

## Книжки
- Ciało/Mistyka. Wstęp do ontologii cielesności. — Kraków, 2016. ISBN 978-837-35-46-44-8.
- Hortus (In) Conclusus. Polska i Ukraina: rozmowy o filozofii i literaturze. — Warszawa, 2017. ISBN 978-836-45-47-31-7 (ідея, ред., переклад).
- Medytacje filozoficzne. — Warszawa, 2017. ISBN 	978-83-64547-13-3 (ред.).

## Переклади
- Зиґмунт Бауман, Плинні часи. Життя в добу непевности / Пер. з англ. Антон Марчинський. — Київ: «Критика», 2013.
- Анна Ауґустиняк, Я кохала, коли вона відійшла / Пер. з пол. Антон Марчинський та Юлія Марчинська. — Тернопіль: «Крок», 2020.